# قله سیاه (چیگمیت)
قله سیاه (به انگلیسی: Black Peak) یک کوه در ایالات متحده آمریکا است که در Kenai Peninsula Borough واقع شده‌است. قله سیاه ۱٬۹۴۶٫۱۷ متر بالاتر از سطح دریا واقع شده‌است.